# Фінський провулок
Фі́нський прову́лок — провулок на межі Деснянського і Дніпровського районів міста Києва, місцевість Соцмісто. Простягається від проспекту Леоніда Каденюка до вулиці Гната Хоткевича.
До провулка прилучається Пластова вулиця.

## Історія
Виник у середині XX століття під назвою Новий, 1955 року набув назву Карело-Фінський провулок.
Нова вулиця була перейменована на Карело-Фінську з огляду на пропаганду радянського проєкту карело-фінської державності, яку втілювала Карело-Фінська Радянська Соціалістична Республіка — рівна «сестра» 15 інших союзних республік СРСР. Проте 1956 року КФРСР ліквідовано, а на її місці створено просто Карельську Автономну РСР, яка увійшла до складу РРФСР. Нові політичні реалії були дещо запізніло відображені в назві київського провулка — Карельський.
2022 року, у межах дерусифікації, провулок перейменований на Фінський.